# Chushi Gangdruk

Chushi Gandruks flagga.

Chushi Gangdruk (ཆུ་བཞི་སྒང་དྲུག་; Wylie: Chu-bzhi-sgang-drug) var en tibetansk gerillarörelse som uppstod i centrala Tibet på 1950-talet för att bekämpa Folkrepubliken Kinas införlivande av Tibet. 
Rörelsen grundades i Lhoka år 1958 för att driva ut Folkets befrielsearmé ur Tibet och bestod av etniska tibetaner från Kham och Amdo, som flytt undan jordreformerna i sin hemregion. Rörelsens namn betyder "fyra floder och sex bergskedjor", vilket syftade på olika floder och berg i Kham-regionen. De fyra floderna är Salween, Yangtze, Mekong och Gula floden, medan de sex bergskedjorna är Ngul Dza Zhamo Gang, Por bor Gang, Mi ngya Rawa Gang, Tshawa Gang, Markham Gang och Marzha Gang.
Under det tibetanska upproret 1959 kom rörelsen att leda motståndet mot det kinesiska styret i centrala Tibet. Motståndet fortsattes efter 1960 från baser i den nepalesiska regionen Mustang. Rörelsen erhöll ett visst stöd från CIA, men detta drogs in 1974 i samband med närmandet mellan USA och Kina. Rörelsen existerar än idag och förser gamla tibetanska gerillakrigare med materiellt stöd.